# Solaris Fantascienza
Solaris Fantascienza è stata una collana editoriale di fantascienza e fantasy pubblicata in Italia da Garden Editoriale per tre anni, dal 1985 al 1988, per un totale di 12 uscite. Si trattò inizialmente di un supplemento edito a cadenza irregolare del periodico Il Romanzo Giallo, pubblicato dal medesimo editore, divenne una pubblicazione autonoma trimestrale a partire dal numero 4 e sino al numero 10, e ritornò a ritmi saltuari negli ultimi due numeri.
Concettualmente simile a Urania di Mondadori o alla defunta Galassia di La Tribuna, il catalogo di Solaris Fantascienza tradusse in italiano opere di narrativa fantastica anglofona e propose in ugual misura sia singoli romanzi lunghi (spesso illustrati), sia volumi doppi contenenti due opere brevi di un medesimo autore, e la maggior parte delle uscite inclusero anche un'appendice di racconti e articoli composti da preminenti autori italiani, come per esempio Gloria Tartari, Mariangela Cerrino, Luigi Naviglio, Renato Pestriniero, Luigi Cozzi e il direttore stesso della collana Antonio Bellomi. Fecero eccezione a questo schema tre uscite doppie contenenti sia un'opera estera sia un romanzo italiano, presentato come traduzione di un inesistente originale inglese: il numero 2 include infatti un romanzo di Bellomi firmato con lo pseudonimo di "A. L. Fairman", il volume 3 antologizza un'opera di Cozzi firmata come "Lewis Coates" e presentata surrettiziamente come collaborazione con A. E. van Vogt, e il volume 12, analogamente, propone l'adattamento in prosa sempre a nome "Lewis Coates" di un film diretto dallo stesso Cozzi. 
Nel suo ultimo anno di attività, Solaris Fantascienza venne affiancata da un periodico complementare chiamato Quasar Fantascienza, che continuò a operare fino al 1992.
Tutti i volumi della collana furono stampati in formato tascabile di 190x130 mm e rilegati in brossura e presentavano una copertina bianca con una cornice blu e un'illustrazione centrale.

## Elenco delle uscite
| Numero | Autore                             | Titolo                                          | Contenuti e Note | Pubblicazione                      | Anno           |
| ------ | ---------------------------------- | ----------------------------------------------- | --- | ---------------------------------- | -------------- |
| 1      | John Brunner                       | Le strade dell'infinito / Il sogno della Terra  | Due romanzi autoconclusivi: - Le strade dell'infinito - Il sogno della Terra | Supplemento a Il Romanzo Giallo 3  | Ottobre 1985   |
| 2      | George Henry Smith e A. L. Fairman | Allarme atomico / Radiazioni!                   | Due romanzi autoconclusivi: - Allarme atomico di Smith. - Radiazioni! di Fairman. | Supplemento a Il Romanzo Giallo 9  | Giugno 1986    |
| 3      | A. E. Van Vogt e Lewis Coates      | Il libro di Ptath / I cavalieri delle stelle    | Due romanzi autoconclusivi: - Il libro di Ptath di van Vogt. - I cavalieri delle stelle di Coates. | Supplemento a Il Romanzo Giallo 11 | Luglio 1986    |
| 4      | Clifford D. Simak                  | Eredità di stelle                               | Il romanzo è illustrato da Giuseppe Festino. |                                    | Novembre 1986  |
| 5      | Tanith Lee                         | Maestro d'illusioni / Uccidere i morti          | Due romanzi appartenenti a serie diverse: - Maestro d'illusioni. Terzo romanzo dei Racconti della Terra Piatta. - Uccidere i morti. Secondo romanzo della dilogia di Sabella.                                                                                 |                                    | Febbraio 1987  |
| 6      | John Brunner                       | La donna venuta dal nulla                       | Il romanzo è illustrato da Giuseppe Festino. |                                    | Maggio 1987    |
| 7      | C. J. Cherryh                      | La pietra dei sogni / Città senza tempo         | Un romanzo e una raccolta di racconti appartenenti a serie diverse: - La pietra dei sogni. Fix-up di racconti, primo volume della dilogia di Ealdwood. - Città senza tempo. Raccolta di cinque racconti concatenati.                                          |                                    | Agosto 1987    |
| 8      | A. E. Van Vogt                     | Ricerca del futuro                              | Il romanzo è illustrato da Giuseppe Festino. |                                    | Novembre 1987  |
| 9      | James Blish                        | Var, l'alieno / I figli dell'universo           | Due romanzi autoconclusivi: - Var, l'alieno - I figli dell'universo |                                    | Febbraio 1988  |
| 10     | Vargo Statten                      | Il mostro della laguna nera [/ Notte sul mondo] | Due romanzi autoconclusivi, solo il primo figura in copertina: - Il mostro della laguna nera. Trasposizione letteraria del film omonimo diretto da Jack Arnold. - Notte sul mondo                                                                             |                                    | Maggio 1988    |
| 11     | Andre Norton                       | Gli esuli delle stelle                          | Secondo romanzo della tetralogia del Moon Singer. |                                    | Settembre 1988 |
| 12     | Ted White (e Lewis Coates)         | La macchina della morte [/ Scontri stellari]    | Due romanzi appartenenti a serie diverse, solo il primo figura in copertina: - La macchina della morte di White. Secondo romanzo della dilogia di Bob Tanner. - Scontri stellari di Coates. Trasposizione letteraria del film omonimo diretto da Luigi Cozzi. |                                    | Dicembre 1988  |